# Lista över auktorer inom djurtaxonomin
Detta är en lista över auktorer för namn auktoriserad av International Code of Zoological Nomenclature.

## A
- A.A.Gould - Augustus Addison Gould (1805–1866) conchyliogi
- A.Adams - Arthur Adams (1820–1878) mestadels marina djur
- A.Agassiz - Alexander Emanuel Agassiz (1835–1910) mestadels marina djur
- A.Alexander - Annie Montague Alexander (1867–1950) paleontologi
- A.Allen - Arthur Augustus Allen (1885–1964) ornitologi
- A.B.Meyer - Adolf Bernhard Meyer (1840–1911) fåglar, primater, entomologi (mestadels Wallacea)
- A.D.Bartlett - Abraham Dee Bartlett (1812–1897) allmän zoologi (mestadels ryggradsdjur)
- A.E.Brehm - Alfred Brehm (1829–1884) allmän zoologi
- A.Grandidier - Alfred Grandidier (1836–1921)
- A.Grote, Grote - Augustus Radcliffe Grote (1841–1903) entomologi
- A.H.Miller - Alden H. Miller
- A.L.Adams - Andrew Leith Adams (1827–1882) ryggradspaleontologi
- A.Milne-Edwards - Alphonse Milne-Edwards (1835–1900) fåglar
- A.Newton - Alfred Newton (1829–1907)
- A.P.Jenkins - Aaron Peter Jenkins
- A.R.Emery - Alan R. Emery
- A.Walker - Alick Donald Walker (1925–1999) paleontologi
- Abbott, C.C.Abbott - Charles Conrad Abbott (1843–1919) allmän zoologi
- Abe - Tokiharu Abe (1911–1996)
- Abeille de Perrin, Ab. - Elzéar Abeille de Perrin (1843–1910)
- Able - Kenneth W. Able (född 1945)
- Acerbi - Giuseppe Acerbi (1773–1846)
- Acero - Arturo Acero Pizarro (född 1954)
- Adams - Charles Baker Adams (1814–1853) malakologi
- Agassiz - Louis Agassiz (1807–1873) iktyologi, paleontologi
- Agenjo - Ramon Agenjo Cecilia (1908–1984)
- Aguilera - Orangel Antonio Aguilera Socorro
- Ahl, E.Ahl - Ernst Ahl (1898–1943) herpetologi, ikthyologi
- Ahlquist - Jon Edward Ahlquist (sent 1900-tal)
- Ahlstrom - Elbert Halvor Ahlstrom (1910–1979)
- Ahnelt - Harald Ahnelt
- Aizawa - Masahiro Aizawa
- Akama - Alberto Akama
- Akihito - Kejsar Akihito av Japan (född 1933)
- Albert - James S. Albert
- Albertis - Luigi Maria d'Albertis (1841–1901)
- Alcock - Alfred William Alcock (1859–1933)
- Aldrovandi - Ulisse Aldrovandi (1522–1605)
- Alencar - José Eduardo de Alencar Moreira (född 1953)
- Alexander, B.Alexander - Boyd Alexander (1873–1910) ornithologi
- Alfaro - Anastasio Alfaro (1865–1951)
- Alifanov - Vladimir R. Alifanov
- Allain - Ronan Allain (född 1974)
- Allen, J.A.Allen - Joel Asaph Allen (1838–1921) ornithologi, amerikanska däggdjur
- Allioni - Carlo Allioni (1728–1804)
- Allman - George James Allman (1812–1898)
- Almeida-Toledo - Lurdes Foresti de Almeida Toledo
- Alströmer - Clas Alströmer (1736–1794) en av Carl von Linnés elever
- Amadon - Dean Amadon (1912–2003)
- Ambrosio - Alfredo Ambrosio
- Ameghino - Florentino Ameghino (1854–1911)
- Amyot - Charles Jean-Baptiste Amyot (1799–1866)
- Ancey - César Marie Félix Ancey (1860–1906)
- Andersen - Knud Andersen
- Anderson, J.Anderson - John Anderson (1833–1900) asiatiska däggdjur och reptiler
- André - Jacques Ernest Edmond André (1844–1891)
- Andriyashev, Andriashev, Andrijaschew - Anatoly Petrovich Andriashev (1910–2009)
- Angas - George French Angas (1822–1886)
- Annandale - Nelson Annandale (1876–1924)
- Anthony - Harold Elmer Anthony (1890–1970)
- Antunes - Miguel Telles Antunes (född 1937)
- Apesteguía - Sebastián Apesteguía
- Appellöf - Adolf Appellöf (1857–1921)
- Archbold - Richard Archbold (1907–1976)
- Archer - William Archer (1830?–1897) mikroorganismer
- Arcucci - Andrea B. Arcucci
- Arrow - Gilbert John Arrow (1873–1948)
- Artedi, Arctaedius, Art. - Peter Artedi (1705–1735)
- Asano - Nagao Asano
- Ashmead - William Harris Ashmead (1855–1908)
- Asso - Ignacio Jordán Claudio de Asso y del Rio (1742–1814)
- Atkinson - William Stephen Atkinson (1820–1876)
- Aubé, Aub. - Charles Aubé (1802–1869)
- Audebert, Audeb. - Jean-Baptiste Audebert (1759–1800)
- Audubon, Audub. - John James Audubon (1785–1851)
- Aurivillius, P.Aurivillius, Auriv. - Per Olof Christopher Aurivillius (1853–1928) entomologi
- Ausserer, Auss. - Anton Ausserer (1907–1976)
- Ayling - Tony Ayling (född 1947)
- Ayres, W.O.Ayres - William Orville Ayres (1805–1887) ikthyologi
- Azara, Az. - Félix de Azara (1746–1821)
- Azuma - Yoichi Azuma

## B
- B./B.K./B.-K.Zhang - Bao-kun Zhang
- Bachman - John Bachman (1790–1874)
- Bailey - Steven Bailey (zoolog)
- Baillon - Louis Antoine Francois Baillon (1778–1851)
- Baird - Spencer Fullerton Baird (1823–1887)
- Baker - Edward Charles Stuart Baker (1864–1944)
- Bakker - Robert T. Bakker (född 1945)
- Balanov - Andrei A. Balanov
- Ball - Valentine Ball (1843–1895)
- Balon - Eugene K. Balon
- Balouet - Jean Christophe Balouet ornitologi, paleontologi
- Balss - Heinrich Balss (1886–1957)
- Balushkin - Arkadii Vladimirovich Balushkin
- Bandyopadhyay - Saswati Bandyopadhyay
- Bangs - Outram Bangs (1863–1932) ryggradsdjur (huvudsakligen fåglar och däggdjur)
- Banks - Nathan Banks (1868–1953) entomologi
- Bannerman - David Armitage Bannerman (1886–1979) ornitologi
- Bannikov - Alexandre Fedorovich Bannikov
- Bansok - Ros Bansok
- Barbour - Thomas Barbour (1884–1946)
- Barnes & McDunnough - James Halliday McDunnough (1877–1962)
- Barrett - Paul M. Barrett
- Barrows - Walter Bradford Barrows (1855–1923)
- Barsbold - Rinchen Barsbold paleontologi (huvudsakligen theropoder)
- Bartenef - Aleksandr Nikolaevich Bartenev
- Bartlett - Edward Bartlett (1836–1908) ornitologi
- Barton - Benjamin Smith Barton (1766–1815)
- Baskin - Jonathan N. Baskin
- Batchelder - Charles Foster Batchelder (1856–1954)
- Bate - Charles Spence Bate (1819–1889)
- Bates - George Latimer Bates (1863–1940)
- Bateson - William Bateson (1861–1926)
- Bean - Tarleton Hoffman Bean (1846–1916)
- Beavan - Reginald C. Beavan (1841–1870)
- Bechstein - Johann Matthäus Bechstein (1757–1822)
- Beddome - Richard Henry Beddome (1830–1911)
- Bedriaga - Jacques von Bedriaga (1854–1906)
- Behr - Hans Hermann Behr (1818–1904)
- Bell - Thomas Bell (zoolog) (1792–1880)
- Bemmel - Adriaan Cornelis Valentin van Bemmel
- Bendire - Charles Emil Bendire (1863–1940)
- Benitez - Hesquio Benitez
- Bennett - Edward Turner Bennett (1797–1836) allmän zoologi
- Benson - Constantine Walter Benson (1909–1982) ornitologi
- Bent - Arthur Cleveland Bent (1866–1954)
- Benton - Michael J. Benton (född 1939)
- Beresford - Pamela Beresford
- Berg - Leo Semenovich Berg (1876–1950)
- Berkenhout - John Berkenhout (1726–1791)
- Berla - Herbert Franzioni Berla (1912–1985)
- Berland - Lucien Berland (1888–1962)
- Berlepsch - Hans von Berlepsch (greve) (1850–1915)
- Berlioz - Jacques Berlioz (1891–1975)
- Berry - Samuel Stillman Berry (1887–1984)
- Berthold  - Arnold Adolph Berthold (1803–1861)
- Bertkau - Philipp Bertkau (född 1849)
- Bezzi - Mario Bezzi (1868–1927) entomologi
- Bianco - Pier Giorgio Bianco
- Bibron - Gabriel Bibron (1806–1848)
- Bigot - Jacques-Marie-Frangile Bigot (1818–1893)
- Bilek - Alois Bilek (1909–1974)
- Billberg - Gustaf Johan Billberg (1772–1844)
- Billings - Elkanah Billings (1820–1876) paleontologi
- Bingham - Charles Thomas Bingham (1848–1908)
- Biswas - Biswamoy Biswas (1923–1994)
- Blache - Jacques Blache (1922–1994)
- Black - Davidson Black (1884–1934)
- Blackburn - Thomas Blackburn (1844–1912) entomologi
- Blackwall - John Blackwall (1790–1881)
- Blainville - Henri Marie Ducrotay de Blainville (1777–1850)
- Blanchard - Charles Émile Blanchard (1819–1900)
- Blanford - William Thomas Blanford (1832–1905)
- Blasius - Johann Heinrich Blasius (1809–1870) allmän zoologi (huvudsakligen ryggradsdjur)
- Blatchley - Willis Blatchley (1859–1940)
- Bleeker - Pieter Bleeker (1819–1878)
- Bloch - Marcus Elieser Bloch (1723–1799)
- Blumenbach - Johann Friedrich Blumenbach (1752–1840)
- Blyth - Edward Blyth (1810–1873)
- Bocage - Jose Vicente Barboza du Bocage (1823–1907)
- Bocourt - Marie Firmin Bocourt (1819–1904)
- Boddaert - Pieter Boddaert (1730–1795/96)
- Boettger - Oskar Boettger (1833–1910)
- Boetticher - Hans von Boetticher (1886–1958)
- Bogert - Charles Mitchill Bogert (1908–1992) herpetologi
- Bohadsch - Johann Baptist Bohadsch (1724–1768) marinzoologi
- Boheman - Karl Henrik Boheman (1796–1868)
- Boisduval - Jean Baptiste Boisduval (1799–1879)
- Bolle - Carl Bolle (1821–1909)
- Bolotsky - Yuri L. Bolotsky
- Bolton - Barry Bolton - entomologi
- Bonaparte - Charles Lucien Jules Laurent Bonaparte (1794–1857) ornitologi
- Bond - James Bond (ornitolog) (1900–1989) ornitologi
- Bonelli - Franco Andrea Bonelli (1784–1830) ornitologi, entomologi
- Bonhote - J. Lewis Bonhote (1875–1922)
- Bonnaterre - Pierre Joseph Bonnaterre (1747–1804)
- Borkhausen - Moritz Balthasar Borkhausen (1760–1806)
- Born - Ignaz von Born (1742–1791)
- Borodin - Nikolai Andreyevich Borodin (1861–1937)
- Borsuk-Bialynicka - Maria Magdalena Borsuk-Bialynicka
- Bory de Saint-Vincent - Jean Baptiste Bory de Saint-Vincent (1780–1846)
- Bosc - Louis Augustin Guillaume Bosc (1759–1828)
- Bouček - Zdeněk Bouček - entomologi
- Boucard - Adolphe Boucard (1839–1905)
- Boulenger - George Albert Boulenger (1858–1937)
- Bourcier - Jules Bourcier (1797–1873)
- Bouvier - Eugène Louis Bouvier (1856–1944)
- Bowdich - Thomas Edward Bowdich (1791–1824)
- Bowerbank - James Scott Bowerbank (1797–1877)
- Brake - Irina Brake
- Brandt - Johann Friedrich von Brandt (1802–1879)
- Brauer - Friedrich Moritz Brauer (1832–1904)
- Bremer - Otto Vasilievich Bremer (död 1873)
- Bremi-Wolf - Johann Jacob Bremi-Wolf (1791–1857)
- Brett-Surman - Michael K. Brett-Surman (född 1950)
- Brevoort - James Carson Brevoort (1818–1887)
- Brewster - William Brewster (ornitolog) (1851–1919) ornitologi
- Briggs - John Carmon Briggs (född 1920)
- Brischke - Carl Gustav Alexander Brischke (1814–1897)
- Brisson - Mathurin Jacques Brisson (1723–1806)
- Brittinger - Christian Casimir Brittinger (1795–1869)
- Brodkorb - Pierce Brodkorb ornitologi, paleontologi
- Brongniart - Alexandre Brongniart (1770–1847) paleontologi
- Bronn - Heinrich Georg Bronn (1800–1862)
- Brooke - Victor Brooke (1843–1891)
- Brookes - Joshua Brookes (1761–1833) allmän zoologi
- Broom - Robert Broom (1866–1951)
- Brown - Barnum Brown (1873–1963)
- Bruch - Carl Friedrich Bruch (1789–1851)
- Bruguière - Jean Guillaume Bruguière (1749–1798)
- Brullé - Gaspard Auguste Brullé (1809–1873)
- Brusatte - Stephen L. Brusatte (född 1984)
- Brusina - Spiridion Brusina (1845–1909)
- Brünnich - Morten Thrane Brünnich (1737–1827)
- Buckland - William Buckland (1784–1856)
- Buffetaut - Eric Buffetaut
- Buller - Walter Buller (1838–1906)
- Bunzel - Emanuel Bunzel (född 1828)
- Burchell - William John Burchell (1782–1863)
- Burge - Donald L. Burge
- Burmeister - Hermann Burmeister (1807–1892)
- Burnett - Gilbert Thomas Burnett (1800–1835)
- Burns - John McLauren Burns
- Burton - Frederic Burton
- Bush - Katharine Jeanette Bush (1855–1937)
- Butler - Arthur Gardiner Butler (1844–1925)
- Buturlin - Sergei Aleksandrovich Buturlin (1872–1938)
- Bücherl - Wolfgang Bücherl
- Büttikofer - Johann Büttikofer (1850–1929)

## C
- C.A.Forster - Catherine A. Forster
- C.A.Walker - Cyril Alexander Walker paleontologi
- C.Abbott - Charles Abbot (1761–1817) entomologi
- C.Alexander, Alexander - Charles Paul Alexander (1889–1981) entomologi
- C.Aurivillius - Carl Wilhelm Samuel Aurivillius (1854–1899)
- C.Brongniart - Charles Jules Edmée Brongniart (1859–1899) paleontologi, entomologi
- C.C.Baldwin - Carole C. Baldwin
- C.Felder - Cajetan Freiherr von Felder (1814–1894) fjärilar
- C.G.Thomson, Thomson - Carl Gustaf Thomson (1824–1899) entomologi, främst svenska insekter
- C.H.Townsend - Charles Haskins Townsend (1859–1944) marinbiologi
- C.K.Li (also C.-K.Li or C.Li) - Chuankui Li
- C.L.Brehm - Christian Ludwig Brehm (1787–1864) ornitologi
- C.L.Koch - Carl Ludwig Koch (1778–1857)
- C.Martin - Claro Martin
- C.T.Wood, Wood - Charles Thorold Wood (1777–1852) ornitologi
- Cabanis - Jean Cabanis (1816–1906)
- Cabrera - Angel Cabrera (naturhistoriker) (1879–1960)
- Caldwell - David Keller Caldwell (född 1928)
- Calman - William Thomas Calman (1871–1952)
- Calvert - Philip Powell Calvert (1871–1961)
- Calvo - Jorge Calvo
- Cambiaso - Andrea Cambiaso
- Camerano - Lorenzo Camerano (1856–1917)
- Camp - Charles Lewis Camp (1893–1975)
- Campos - Diógenes de Almeida Campos
- Canestrini - Giovanni Canestrini (1835–1900)
- Cantor, Cant. - Theodore Edward Cantor (1809–1860)
- Caradja - Aristide Caradja (1861–1955)
- Carlson - Bruce A. Carlson (zoolog)
- Carpenter - Kenneth Carpenter (född 1949)
- Carr - Archie Carr (1909–1987)
- Carriker - Melbourne Armstrong Carriker Jr. (1879–1965)
- Carter - Henry John Carter (1813–1895)
- Carvalho - Ismar de Souza Carvalho
- Cassin - John Cassin (1813–1869)
- Castellanos - Zulma Ageitos de Castellanos (1922-2010)
- Castelnau - François Louis Nompar de Caumont de Laporte (1810–1880)
- Cervigón - Fernando Cervigón (född 1930)
- Chabanaud - Paul Chabanaud (1876–1959)
- Chamberlin - Ralph Vary Chamberlin (1879–1967)
- Chapin - James Chapin (1889–1964)
- Chapman - Frank Chapman (1864–1945)
- Charig - Alan Jack Charig (1927–1997)
- Charitonov - Dmitry Evstratievich Kharitonov (1896–1970)
- Charpentier - Toussaint de Charpentier (1779–1847)
- Chasen - Frederick Nutter Chasen (1896–1942)
- Chatterjee - Sankar Chatterjee (född 1947)
- Cherrie - George Kruck Cherrie (1865–1946)
- Chiaie - Stefano Delle Chiaje (1794–1860)
- Chiappe - Luis M. Chiappe
- Children - John George Children (1777–1852)
- Christ - Johann Ludwig Christ (1739–1813)
- Chun - Carl Chun (1852–1914)
- Chure - Daniel Joseph Chure
- Clapp - Cornelia Clapp (1849–1934)
- Clemens - James Brackenridge Clemens
- Clements - Kendall D. Clements
- Clemmer - Glenn H. Clemmer
- Clench - Harry Kendon Clench (1925–1979) fjärilar
- Clench - William J. Clench (1897–1984) malakologi
- Clerck - Carl Alexander Clerck (1709–1765)
- Cloward - Karen C. Cloward
- Cobbold - Thomas Spencer Cobbold (1828–1886)
- Cochran - Doris M. Cochran (1898–1968)
- Cockerell - Theodore Dru Alison Cockerell (1866–1948)
- Coimbra-Filho - Adelmar Faria Coimbra-Filho
- Colbert - Edwin Harris Colbert (1905–2001)
- Colston - Peter R. Colston (född 1935)
- Compagno - Leonard J. V. Compagno (fl. 1979- )
- Conci - Cesare Conci (född 1920)
- Conde - Otto Conde (1905–1944)
- Conover - Henry Boardman Conover (1892–1950)
- Conrad - Timothy Abbott Conrad (1803–1877)
- Coombs - Walter P. Coombs, Jr.
- Cooper, J.G. Cooper - James Graham Cooper (1830–1902) allmän zoologi, särskilt ornitologi
- Cooper, W. Cooper - William Cooper (conchyliog) (1798–1864) malakologi
- Cope - Edward Drinker Cope (1840–1897)
- Coquerel - Charles Coquerel (1822–1867)
- Coria - Rodolfo Coria (född 1959)
- Cornalia - Emilio Cornalia (1824–1882)
- Cory - Charles B. Cory (1857–1921)
- Costa - Achille Costa (1823–1898) entomologi, särskilt nätvingar
- Coues - Elliott Coues (1842–1899)
- Cramer - Pieter Cramer (1721 - c. 1779) entomologi
- Crampton - William G. R. Crampton
- Cresson - Ezra Townsend Cresson, Jr. (1876–1948) tvåvingar
- Cresson - Ezra Townsend Cresson (Senior) (1838–1926) steklar
- Cretzschmar - Philipp Jakob Cretzschmar (1786–1845)
- Crewe - Henry Harpur Crewe (1828–1883)
- Crotch - George Robert Crotch (1842–1874)
- Crowson - Roy Crowson (1914–1999)
- Crusafont - Miquel Crusafont Pairó (1910–1983)
- Currie - Philip J. Currie (född 1949)
- Curry Rogers - Kristina Curry Rogers (född 1974)
- Curtis - John Curtis (entomolog) (1791–1862)
- Cuvier - Georges Cuvier (1769–1832) ryggradsdjur, paleontologi
- Czerkas - Stephen A. Czerkas

## D
- D.B.Adams - Daniel B. Adams (fl.1979) paleontologi
- D.J.Stewart - Donald J. Stewart
- D.Norman - David B. Norman (född 1952)
- D.Q.Li (also D.-Q.Li or D.Li) - Daqing Li
- D.R.de Aguilera - Dione Rodrigues de Aguilera
- D.S.Peters - Dieter Stefan Peters paleontologyi, inklusive fåglar
- da Costa - Emanuel Mendez da Costa (1717–1791) malakologi
- da Silva - Maria Nazareth F. da Silva (fl. 1990-talet –)
- Dahl - Friedrich Dahl (1856–1929)
- Dahlbom - Anders Gustav Dahlbom (1808–1859)
- Dale - James Charles Dale (1792–1872)
- Dall - W.H. Dall (1845–1927)
- Dalla Torre - Karl Wilhelm von Dalla Torre (1850–1928)
- Dana - James Dwight Dana (1813–1895)
- Darwin - Charles Darwin (1809–1882)
- Daudin - Francois-Marie Daudin (1774–1804)
- David - Armand David (1826–1900)
- Dawkins - Richard Dawkins (född 1941)
- de Azevedo - Sérgio Alex Kugland de Azevedo
- de Beaufort - Lieven Ferdinand de Beaufort (1879–1968)
- de Blainville - Henri Marie Ducrotay de Blainville (1777–1850)
- de Castelnau - François Louis de la Porte, comte de Castelnau (1810–1880)
- de Filippi - Filippo de Filippi (1814–1867)
- de Geer, De Geer - Charles De Geer (1720–1778)
- de Haan - Wilhem de Haan (1801–1855)
- De Kay, DeKay, Dekay - James Ellsworth De Kay (1792-851)
- de Man - Johannes Govertus de Man (1850–1930)
- de Naurois - René de Naurois (född 1906)
- de Nicéville - Lionel de Nicéville (1852–1901)
- De Pourtalès - Louis François de Pourtalès (1824–1880)
- de Valai - Silvina de Valai
- de Winton - William Edward de Winton (1856–1922)
- De Vis - Charles Walter De Vis (1829–1915)
- Delacour - Jean Theodore Delacour (1890–1985)
- Denis - Michael Denis (1729–1800)
- Depéret - Charles Depéret (1854–1929)
- Deppe - Ferdinand Deppe (1794–1861)
- Des Murs - Marc Athanese Parfait Oeillet Des Murs (1804–1878)
- Desfontaines - René Louiche Desfontaines (1750–1833)
- Desmarest - Anselme Gaëtan Desmarest (1784–1838)
- Deville, E. Deville - Émile Deville
- Diard - Pierre-Médard Diard (1794–1863)
- Dieffenbach - Ernst Dieffenbach (1811–1855)
- Dingus - Lowell Dingus
- Distant - William Lucas Distant (1845–1922)
- Djakonov - Alexander Michailovitsch Djakonov (1886–1956)
- Dobson - George Edward Dobson (1844–1895)
- Dodson - Peter Dodson (fl. 1980-talet –)
- Doherty - William Doherty (1857–1901)
- Dollman - Guy Dollman (1886–1942)
- Dollo - Louis Dollo (1857–1931)
- Dong - Zhiming Dong (född 1937)
- Donisthorpe, Donis. - Horace Donisthorpe (1870–1951)
- Donovan - Edward Donovan (1768–1837)
- d'Orbigny - Alcide d'Orbigny (1802–1857)
- Doria - Giacomo Doria (1840–1913)
- Doubleday - Henry Doubleday (1808–1875)
- Douglas - John William Douglas (1814–1905)
- Drenowsky - Alexander Kirilow Drenowski (1879–1967)
- Drury - Dru Drury (1725–1804)
- du Bus de Gisignies - Bernard du Bus de Gisignies (1808–1874)
- du Chaillu - Paul Belloni Du Chaillu (1831–1903)
- Dubois, C. F. Dubois - Charles Frédéric Dubois (1804–1867)
- Dufour - Léon Jean Marie Dufour (1780–1865)
- Dufresne - Louis Dufresne
- Duftschmid - Caspar Erasmus Duftschmid (1767–1821)
- Duméril - André Marie Constant Duméril (1774–1860)
- Duméril - Auguste Duméril (1812–1870)
- Dumont - Charles Dumont de Sainte Croix (1758–1830)
- Duncker - Paul Georg Egmont Duncker (1870–1953)
- Duponchel - Philogène Auguste Joseph Duponchel (1774–1846)
- Durrell - Gerald Durrell (1925–1995)
- Duvernoy - Georges Louis Duvernoy (1777–1855)
- Dwight - Jonathan Dwight (1858–1929)
- Dworakowska - Irena Dworakowska (född 1941)
- Dyar - Harrison Gray Dyar, Jr. (1866–1929)
- Döderlein - Petar Döderlein (1809–1895)

## E
- E.Adams - Edward Adams (1824–1856)
- E.Clark - Eugenie Clark (född 1922) iktyologi
- É.Geoffroy Saint-Hilaire - Étienne Geoffroy Saint-Hilaire (1772–1844)
- E.Newton - Edward Newton (1832–1897)
- E.O.Wilson - Edward Osborne Wilson (född 1929)
- E.Saunders - Edward Saunders (entomologist) (1848–1910) entomologi (huvudsakligen skalbaggar, halvvingar och steklar)
- E.Smith - Edgar Albert Smith (1847–1916) malakologi
- E.Verreaux - Édouard Verreaux (1810–1868)
- Earle - Sylvia Alice Earle (född 1935)
- Eaton - Jeffrey Glenn Eaton (född 1948)
- Edwards - William Henry Edwards (1822–1909)
- Ehrenberg - Christian Gottfried Ehrenberg (1795–1876)
- Eichwald - Karl Eichwald (1795–1876)
- Eigenmann - Carl H. Eigenmann (1863–1927)
- Ellerman - John Ellerman (1910–1973)
- Elliot - Daniel Giraud Elliot (1835–1915)
- Emery - Carlo Emery (1848–1925)
- Enslin - Eduard Enslin (1879–1970)
- Erdős - Jozsef Erdős
- Erichson - Wilhelm Ferdinand Erichson (1809–1848)
- Erxleben - Johann Christian Polycarp Erxleben (1744–1777)
- Esben-Petersen - Peter Esben-Petersen (1869–1942)
- Eschmeyer - William N. Eschmeyer (verksam sedan 1961)
- Eschscholtz - Johann Friedrich von Eschscholtz (1793–1831)
- Esper - Eugen Johann Christoph Esper (1742–1810)
- Evermann - Barton Warren Evermann (1853–1932)
- Eversmann - Eduard Friedrich Eversmann (1794–1860)
- Evseenko - Sergei Afanasievich Evseenko
- Eyton - Thomas Campbell Eyton (1809–1880)

## F
- F./F.C./F.-C.Zhang - Fucheng Zhang
- F.A.Lucas - Frederic Augustus Lucas (1852–1929)
- F.A.Meyer, F.A.A.Meyer, Meyer - Friedrich Albrecht Anton Meyer (1768–1795) fåglar, primater
- F.Bennett - Frederick Debell Bennett (1836–1897)
- F.Boie - Friedrich Boie (1789–1870) allmän zoologi (huvudsakligen ornitologi och entomologi)
- F.C.Fraser - Frederick C. Fraser
- F.Cramer - Frank Cramer
- F.Cuvier - Frédéric Cuvier (1773–1838)
- F.Galton, Galton - Francis Galton (1822–1911)
- F.K.Barker - Frederick Keith Barker ornitologi
- F.Smith - Frederick Smith (1805–1879) entomologi
- F.Walker - Francis Walker (1809–1874) entomologi
- Fabre - Jean-Henri Casimir Fabre (1823–1915)
- Fabricius - Johan Christian Fabricius (1745–1808)
- Fahringer - Josef Fahringer (1876–1950)
- Fairmaire - Leon Fairmaire (1820–1906)
- Falla - Robert Alexander Falla (1901–1979)
- Fallén - Carl Fredrik Fallén (1764–1830)
- Feinberg - M. Norma Feinberg
- Fenwick - Jack Fenwick
- Fernandes-Matioli - Flora Maria de Campos Fernandes-Matioli
- Ferrari-Perez  - Fernando Ferrari-Perez (död 1927)
- Ferraris - Carl J. Ferraris, Jr.
- Férussac - Jean Baptiste Louis d'Audebard Férussac (1745–1815)
- Filhol - Henri Filhol (1843–1902)
- Finsch - Otto Finsch (1839–1917)
- Fioroni - Pio Fioroni (1933–2003)
- Fitch - Asa Fitch (1809–1879)
- Fitzinger - Leopold Fitzinger (1802–1884)
- Fleming - John Fleming (naturalist) (1785–1857)
- Fonscolombe - Etienne Laurent Joseph Hippolyte Boyer de Fonscolombe
- Forbes - Edward Forbes (1815–1854)
- Forbes - Henry Ogg Forbes (1851–1932)
- Forel - Auguste-Henri Forel (1848–1931)
- Forsius - Runar Forsius (1884–1935)
- Forsskål - Peter Forsskål (1732–1763)
- Forster - Johann Reinhold Forster (1729–1798)
- Forsyth Major - Charles Immanuel Forsyth Major (1843–1923)
- Fourmanoir - Pierre Fourmanoir (född 1924)
- Fowler - Henry Weed Fowler (1879–1965)
- Fox - Wade Fox (1920–1964)
- Fraas - Eberhard Fraas (1862–1915)
- Franganillo-Balboa - Pelegrin Franganillo-Balboa (1873–1955)
- Franklin - James Franklin (naturalist) (cirka 1783 - 1834)
- Fraser - Louis Fraser (1810–1866)
- Freyer - Christian Friedrich Freyer (1794–1885) Entomolog (huvudsakligen fjärilar)
- Friedmann - Herbert Friedmann (1900–1987)
- Frivaldszky - Imre Frivaldszky (1799–1870)
- Frohawk - Frederick William Frohawk (1861–1946)
- Fruhstorfer - Hans Fruhstorfer (1866–1922)
- Fürbringer - Max Fürbringer (1846–1920)
- Füssli, Fuessly, Füsslins - Johann Kaspar Füssli (1743–1786)
- Fåhraeus - Olof Immanuel von Fåhraeus (1796–1884)
- Förster - Arnold Förster (1810–1884)

## G
- G.D.Johnson - G. David Johnson
- G.Fischer, Fischer de Waldheim, Fischer von Waldheim - Johann Fischer von Waldheim (1771–1853)
- G.Forster - Georg Forster (1754–1794)
- G.Grandidier - Guillaume Grandidier (1873–1957)
- G.M.Allen - Glover Morrill Allen (1879–1942) huvudsakligen däggdjur
- G.Mayr - Gerald Mayr förhistoriska ryggradsdjur, huvudsakligen fåglar
- G.O.Sars - Georg Ossian Sars (1837–1927)
- G.R.Allen - Gerald R. Allen (född 1942) paleontologi
- G.R.Gray - George Robert Gray (1808–1872) entomologi, ornitologi
- Gadow - Hans Friedrich Gadow (1855–1928)
- Gahan - Charles Joseph Gahan (1862–1939)
- Gaimard - Joseph Paul Gaimard (1796–1858)
- Gambel - William Gambel (1823–1849)
- Gao - Keqin Gao (född 1955)
- Garman - Samuel Garman (1846–1927)
- Garnot - Prosper Garnot (1794–1838)
- Garstang - Walter Garstang (1868–1949)
- Gasparini - Zulma Brandoni de Gasparini
- Gaston - Robert Gaston (född 1967)
- Gauthier - Jacques Gauthier (född 1948)
- Gegenbaur - Carl Gegenbaur (1825–1903)
- Gené - Giuseppe Gené (1800–1847)
- Georgi - Johann Gottlieb Georgi (1729–1802)
- Germar - Ernst Friedrich Germar (1786–1853)
- Gerstäcker - Carl Eduard Adolph Gerstäcker (1828–1895)
- Gertsch - Willis J. Gertsch (1906–1998)
- Gervais - Paul Gervais (1816–1879)
- Géry - Jacques Géry iktyologi
- Geyer - Charles Andreas Geyer (1809–1853) botanik USA
- Geyer -Carl Geyer entomologi
- Giglioli - Enrico Hillyer Giglioli (1845–1909)
- Gilbert - Charles Henry Gilbert (1859–1928)
- Gilchrist - John Dow Fisher Gilchrist (1866–1926)
- Gill - Theodore Nicholas Gill (1837–1914)
- Gillette - David D. Gillette
- Gilmore - Charles W. Gilmore (1874–1945)
- Girard - Charles Frédéric Girard (1822–1895)
- Giraud - Joseph Etienne Giraud (1808–1877)
- Girault - Alec Arsène Girault entomologi
- Gloger - Constantin Wilhelm Lambert Gloger (1803–1863)
- Gmelin - Johann Friedrich Gmelin (1748–1804)
- Godart - Jean Baptiste Godart (1775–1825)
- Godefroit - Pascal Godefroit
- Godman - Frederick DuCane Godman (1834–1919)
- Goeze - Johann August Ephraim Goeze (1731–1793)
- Goldfuss - Georg August Goldfuss (1782–1848)
- Goode - George Brown Goode (1851–1896)
- Gosse - Philip Henry Gosse (1810–1888)
- Gould - John Gould (1804–1881) fåglar och däggdjur
- Grandin - Temple Grandin 1947-
- Granger - Walter W. Granger (1872–1941)
- Grant - Chapman Grant (1887–1983) herpetologi
- Grant - Ulysses S. Grant IV (1893–1977) malakologi, paleontologi
- Gravenhorst - Johann Ludwig Christian Gravenhorst (1777–1857)
- Green - Edward Ernest Green (1861–1949)
- Gregory - William K. Gregory (1876–1970)
- Griffith - Edward Griffith (1790–1858)
- Grimpe - Georg Grimpe, 1889–1936
- Grinnell - Joseph Grinnell (1877–1939)
- Griscom - Ludlow Griscom (1890–1959)
- Grobben - Karl Grobben (1854–1945)
- Grote, A.Grote - Augustus Radcliffe Grote (1841–1903) entomologi
- Grube - Adolph Eduard Grube (1812–1880) zoologi
- Grumm-Grzhimailo - G. E. Grumm-Grshimailo (1860–1936) entomologi
- Guenee, Guenée - Achille Guenée (1809–1880)
- Guerin, Guérin-Méneville - Félix Édouard Guérin-Méneville (1799–1874)
- Gunnerus - Johann Ernst Gunnerus (1718–1773)
- Gunter - Gordon P. Gunter (1909–1998)
- Gurney - John Henry Gurney (1819–1890)
- Güldenstädt - Johann Anton Güldenstädt (1745–1781)
- Gyllenhaal - Leonard Gyllenhaal (1752–1840)
- Günther - Albert C. L. G. Günther (1830–1914)
- Göhlich - Ursula Bettina Göhlich

## H
- H.Adams - Henry Adams (1813–1877) malakologi
- H.Alexander - Horace Alexander (1889–1989) ornitologi
- H.Allen - Harrison Allen (1841–1897) fladdermöss
- H.Boie - Heinrich Boie (1794–1827) allmän zoologi (huvudsakligen herpetologi)
- H.Bryant - Henry Bryant (1820–1867) allmän zoologi (huvudsakligen fåglar)
- H.Grote - Hermann Grote ornitologi
- H.L.Clark - Hubert Lyman Clark (1870–1947) tagghudingar
- H.M.Smith - Hobart Muir Smith (född 1912) herpetologi
- H.Saunders, Saunders - Howard Saunders (1835–1907) ornitologi
- H.Weber, Weber - Hermann Weber (1899–1956)
- Habe - Tadashige Habe (född 1916)
- Hablizl - Carl Ludwig Hablizl (1752–1821)
- Hachisuka - Masauyi Hachisuka
- Hadiaty - Renny Hadiaty
- Hadie - Wartono Hadie
- Haeckel - Ernst Haeckel (1834–1919)
- Hagen - Hermann August Hagen (1817–1893)
- Hahn - Carl Wilhelm Hahn (1786–1835)
- Haldeman - Samuel Stehman Haldeman (1812–1880)
- Haliday - Alexander Henry Haliday (1807–1870)
- Hallowell - Edward Hallowell (herpetolog) (1808–1860)
- Hamilton Smith - Charles Hamilton Smith (1776–1859)
- Hamilton, Hamilton-Buchanan - Francis Buchanan-Hamilton (1762–1829)
- Hammer - William R. Hammer
- Hampson - George Francis Hampson (1860–1936)
- Handlirsch - Anton Handlirsch (1865–1935)
- Hanley - Sylvanus Charles Thorp Hanley (1819–1899)
- Hansemann - Johann Wilhelm Adolf Hansemann (1784–1862)
- Hansen - Hans Jacob Hansen (1855–1936)entomologi
- Harcourt - Edward William Vernon Harcourt (1825–1891)
- Hardwicke - Thomas Hardwicke (1755–1835)
- Harlan - Richard Harlan (1796–1843)
- Harper - Francis Harper (1886–1972)
- Harris, M.Harris - Moses Harris (1734–1785) entomologi
- Harrison - Colin James Oliver Harrison (1926–2003)
- Hartert - Ernst Hartert (1859–1933)
- Hartig - Theodor Hartig (1805–1880)
- Hartlaub - Gustav Hartlaub (1814–1900)
- Hassall - Arthur Hill Hassall (1817–1894)
- Hatcher - John Bell Hatcher (1861–1904)
- Hatschek - Berthold Hatschek (1854–1941)
- Haubold - Hartmut Haubold
- Haworth - Adrian Hardy Haworth (1767–1833)
- Hay - William Perry Hay (1872–1947)
- Head - Jason J. Head
- Heads - Sam W. Heads
- Heaney - Lawrence Richard Heaney
- Heckel - Johann Jakob Heckel (1790–1857)
- Heemstra - Phillip C. Heemstra
- Hellén - Wolter Edward Hellén (1890–1979)
- Hellmayr - Carl Edward Hellmayr (1878–1944)
- Hemprich - Wilhelm Hemprich (1796–1825)
- Henle - Friedrich Gustav Jakob Henle (1809–1885)
- Henshaw - Henry Wetherbee Henshaw (1850–1930)
- Hentz - Nicholas Marcellus Hentz (1797–1856)
- Herbst - Johann Friedrich Wilhelm Herbst (1743–1807)
- Herdman - William Abbott Herdman (1858–1924)
- Hering - Erich Martin Hering (1893–1967)
- Hermann - Johann Hermann (1738–1800)
- Herre - Albert William Christian Theodore Herre (1869–1962)
- Herrich-Schäffer - Gottlieb August Wilhelm Herrich-Schäffer (1799–1874)
- Hershkovitz - Philip Hershkovitz (1909–1997)amerikansk mammalog mest känd som primatolog
- Hertlein - Leo George Hertlein (1898–1972) (paleo)malakologi
- Heude - Pierre Marie Heude (1836–1902)
- Heuglin - Theodor von Heuglin (1824–1876)
- Heuvelmans - Bernard Heuvelmans (1916–2001)
- Hewitson - William Chapman Hewitson (1806–1878)
- Heydenreich - Gustav Heinrich Heydenreich (fl. mitten av 1800-talet)
- Heymons - Richard Heymons (1867–1943)
- Hildebrand - Samuel Frederick Hildebrand (1883–1949)
- Hilgendorf - Franz Martin Hilgendorf (1839–1904)
- Hilsenberg - Carl Theodor Hilsenberg (1802–1824)
- Hinton - Martin Hinton (1883–1961)
- Hirohito - Sh\u014dwa Emperor Hirohito (1901–1989)
- Hirst - Arthur Stanley Hirst (1883–1930) brittisk araknologi
- Hirst - David B. Hirst australisk araknologi
- Hiyama - Yoshio Hiyama (född 1909)
- Hodgson - Brian Houghton Hodgson (1800–1894)
- Hoese - Douglass F. Hoese
- Hoffmannsegg - Johann Centurius Hoffmannsegg (1766–1849)
- Hoffstetter - Robert Hoffstetter (fl. 1800-talet)
- Holbrook - John Edwards Holbrook (1794–1871)
- Holland - William Jacob Holland (1848–1932)
- Holmberg - Eduardo Ladislao Holmberg (1852–1937)
- Holmgren - August Emil Holmgren (1829–1888)
- Holthuis - Lipke Bijdeley Holthuis (1921–2008)
- Hombron - Jacques Bernard Hombron (1798–1852)
- Horn - George Henry Horn (1840–1897)
- Horner - Jack Horner (paleontolog) (född 1946)
- Horsfield - Thomas Horsfield (1773–1859)
- Horstmann - Klaus Horstmann (1938–2013)
- Horváth - Géza Horváth (1847–1937)
- Hose - Charles Hose (1863–1929)
- Houttuyn - Martinus Houttuyn (1720–1798)
- Howard - Hildegarde Howard (1901–1998)
- Howell, A.H.Howell - Arthur H. Howell (1872–1940)
- Hoyle - William Evans Hoyle (1855–1926)
- Hu - Yaoming Hu
- Hubbs - Carl Leavitt Hubbs (1894–1979)
- Huene, von Huene - Friedrich von Huene (1875–1969)
- Huey - Laurence Markham Huey (1892–1963)
- Hulke - John Whitaker Hulke (1830–1895)
- Hume - Allan Octavian Hume (1829–1912)
- Humphrey - Philip Strong Humphrey (född 1926)
- Hunt - Adrian P. Hunt
- Hutt - Steve Hutt
- Hwang - Sunny H. Hwang
- Hübner - Jacob Hübner (1761–1826)

## I
- I.Geoffroy Saint-Hilaire - Isidore Geoffroy Saint-Hilaire (1805–1861)
- Ida - Hitoshi Ida (född 1940)
- Illiger - Johann Karl Wilhelm Illiger (1775–1813)
- Iredale - Tom Iredale (1880–1972)
- Irwin - Steve Irwin (1962–2006)
- Iwai - Tamotsu Iwai
- Ivantsoff - Walter Ivantsoff
- Ivie - Michael Aaron Ivie
- Ivie - Wilton Ivie

## J
- J.A.Allen - John A. Allen malakologi
- J.A.Wilson - Jeffrey A. Wilson paleontologi
- J.Abbott - John Abbot (1751–1841) entomologi, ornitologi
- J.Bonaparte - José Bonaparte (född 1928) paleontologi (sydamerikanska dinosaurier)
- J.C.Moore - Joseph Curtis Moore (1914–1995) gnagare
- J.D.Ogilby - James Douglas Ogilby (1853–1925) iktyologi
- J.E.Gray - John Edward Gray (1800–1875)
- J.E.Smith - James Edward Smith (1759–1828) fjärilar
- J.F.Miller - John Frederick Miller (1759–1796) huvudsakligen ryddradsdjur
- J.F.Naumann - Johann Friedrich Naumann (1780–1857)
- J.Fischer - Johann Baptist Fischer (död 1832)
- J.G.Fischer - Johann Gustav Fischer (1819–1889)
- J.H.Fleming - James Henry Fleming (1872–1940)
- J.H.Gurney Jr - John Henry Gurney Jr. (1848–1922)
- J.L.B.Smith - James Leonard Brierley Smith (1897–1968) iktyologi
- J.L.Peters - James Lee Peters (1889–1952) ornitologi
- J.M.Ayres - José Márcio Ayres (1954–2003) primater
- J.M.Clark - James Michael Clark
- J.N.Ahl, Ahl - Jonas Nicolaus Ahl
- J.S.Huxley - Julian Sorell Huxley (1887–1975) allmän zoologi
- J.Verreaux - Jules Verreaux (1807–1873)
- Jacobs - Jean-Charles Jacobs (1821–1907) entomologi (tvåvingar och steklar)
- Jacquin - Nicolaus Joseph von Jacquin (1727–1817) huvudsakligen amerikanska tropikerna
- Jacquinot - Honoré Jacquinot (1815–1887) huvudsakligen marinbiologi
- Jain - Sohan Lal Jain ryggradsdjurspaleontologi
- Jakowlew - Alexander Iwanowitsch Jakowlew (1863–1909)
- James - Helen F. James (paleo)ornitologi
- Jameson - Robert Jameson (1774–1854) allmän zoologi
- Janensch - Werner Janensch (1878–1969) ryggradsdjursaleontologi (östafrikanska sauropoder)
- Janson - Oliver Erichson Janson (1850–1926) entomologi (skalbaggar)
- Jardine - William Jardine (naturhistoriker) (1800–1874) allmän zoologi
- Jebb - Matthew H. P. Jebb
- Jeffreys - John Gwyn Jeffreys (1809–1885)
- Jenkins - James Travis Jenkins (1876–1959)
- Jensen - James A. Jensen (1918–1998) ryggradsdjursaleontologi
- Jerdon - Thomas C. Jerdon (1811–1872) allmän zoologi (Sydasien)
- Jiménez de la Espada  - Marcos Jiménez de la Espada (1831–1898) ryggradsdjursoologi
- Jocqué - Rudy Jocqué
- Johnston - George Johnston (naturhistoriker)
- Jordan - David Starr Jordan (1851–1931) iktyologi
- Jouanin - Christian Jouanin

## K
- K.Jordan - Karl Jordan (1861–1959) entomologi (skalbaggar, fjärilar, loppor)
- Karsch - Friedrich Karsch
- Katayama - Masao Katayama (född 1912)
- Kaup - Johann Jakob Kaup (1803–1873)
- Kay - E. Alison Kay (1928–2008)
- Keferstein - Wilhelm Moritz Keferstein (1833–1870)
- Kelaart - Edward Frederick Kelaart (1819–1860)
- Kellner - Alexander Wilhelm Armin Kellner
- Kennedy - Clarence Hamilton Kennedy (1879–1952)
- Kennicott - Robert Kennicott (1835–1866)
- Kerr - Robert Kerr (1755–1813)
- Kessler - Karl Fedorovich Kessler (1815–1881)
- Keulemans - John Gerrard Keulemans (1842–1912)
- Keyserling - Eugen von Keyserling (1833–1889)
- Kieffer - Jean-Jacques Kieffer (1857–1925)
- Kielan-Jaworowska - Zofia Kielan-Jaworowska (född 1925)
- King - Phillip Parker King (1793–1856)
- Kinnear - Norman Boyd Kinnear (1882–1957)
- Kirby - William Kirby (1759–1850)
- Kirkaldy - George Willis Kirkaldy
- Kirkland - James Ian Kirkland (född 1954)
- Kittlitz - Heinrich von Kittlitz (1799–1874)
- Kloss - Cecil Boden Kloss (1877–1949)
- Klotzsch - Johann Friedrich Klotzsch (1805–1860)
- Klug - Johann Christoph Friedrich Klug (1775–1856)
- Kner - Rudolf Kner (1810–1868)
- Knoch - August Wilhelm Knoch (1742–1818)
- Kobayashi - Yoshitsugu Kobayashi
- Koelz - Walter Norman Koelz (1895–1989)
- Kohl - Franz Friedrich Kohl (1851–1924)
- Kolbe - Hermann Julius Kolbe (1855–1939)
- Kollar - Vincenz Kollar (1797–1860)
- Konings - Ad Konings
- Kono - Hiromichi Kono (1905–1963)
- Konow - Friedrich Wilhelm Konow (1842–1908)
- Kotlyar - Aleksandr Nikolaevich Kotlyar
- Kotthaus - Adolf Kotthaus
- Kraatz - Ernst Gustav Kraatz (1831–1909)
- Krabbe - Niels Krabbe (född 1951)
- Kraglievich - Lucas Kraglievich
- Krauss - Friedrich von Krauss (1812–1890)
- Krauss - Hermann August Krauss (1848–1939)
- Krefft - Johann Ludwig Gerard Krefft (1830–1881)
- Kriechbaumer - Joseph Kriechbaumer (1819–1902)
- Krohn - August David Krohn (1803–1891)
- Kropotkin - Peter Kropotkin (1842–1921)
- Ksepka - Daniel T. Ksepka
- Kuhl - Heinrich Kuhl (1797–1821)
- Kuiter - Rudolf Herman Kuiter (född 1943)
- Kulczynski - Wladislaus Kulczynski
- Kuroda - Nagamichi Kuroda (1889–1978)
- Kurzanov - Sergei Mikhailovich Kurzanov

## L
- L.H.Miller - Loye H. Miller paleontologi, huvudsakligen fåglar
- L.Koch - Ludwig Carl Christian Koch (1825–1908)
- L.Martin - Larry Martin (född 1943) paleontologi
- L.R.Taylor - Leighton R. Taylor
- Labillardière - Jacques Labillardière (1755–1834)
- Lacépède - Bernard Germain Étienne de Laville de Lacépède (1756–1825)
- Lacordaire - Jean Theodore Lacordaire (1801–1870)
- Lafresnaye - Frédéric de Lafresnaye (1783–1861)
- Laicharting - Johann Nepomuk von Laicharting (1754–1797)
- Lamanna - Matthew Carl Lamanna
- Lamarck - Jean-Baptiste Lamarck (1744–1829)
- Lambe - Lawrence Morris Lambe (1863–1919)
- Lambrecht - Kálmán Lambrecht
- Lameere - Auguste Lameere (1864–1942)
- Landbeck - Christian Ludwig Landbeck (1807–1890)
- Langer - Max Cardoso Langer
- Langston - Wann Langston, Jr. (född 1921)
- Laporte - François Louis Nompar de Caumont de Laporte (1810–1880)
- Lapparent, de Lapparent - Albert-Félix de Lapparent (1905–1975)
- Larson - Helen K. Larson
- Latham - John Latham (1740–1837)
- Latreille - Pierre André Latreille (1762–1833)
- Laurenti - Joseph Nicolai Laurenti (1735–1805)
- Laurillard - Charles Léopold Laurillard (1783–1853)
- Lavocat - René Lavocat
- Lawrence - George Newbold Lawrence (1806–1895)
- Laxmann - Erich Laxmann (1737–1796)
- Layard - Edgar Leopold Layard (1824–1900)
- Le Leouff - Jean Le Leouff
- Le Souef - William Henry Dudley Le Souef (1856–1923)
- Lea - Arthur Mills Lea (1868–1932)
- Leach - Edwin S. Leach (1878–1971)
- Leach - William Elford Leach (1790–1836)
- LeConte - John Lawrence LeConte (1825–1883)
- Lee - Yuong-Nam Lee
- Leech - John Henry Leech (1862–1900)
- Lehtinen - Pekka T. Lehtinen
- Leidy - Joseph Leidy (1823–1891)
- Leisler - Johann Philipp Achilles Leisler (1771–1813)
- Lembeye - Juan Lembeye (1816–1889)
- Lepeletier - Amédée Louis Michel Lepeletier (1770–1845)
- Lesson - René-Primevère Lesson (1794–1849)
- Lesueur - Charles Alexandre Lesueur (1778–1846)
- Leuckart - Rudolf Leuckart (1822–1898)
- Leussler - R. A. Leussler
- Lichtenstein - Martin Lichtenstein (1780–1867)
- Lilljeborg - Wilhelm Lilljeborg (1816–1908)
- Lindl. - John Lindley (1799–1865)
- Link - Johann Heinrich Friedrich Link (1767–1850)
- Linnaeus - Carolus Linnaeus (1707–1778)
- Linsley - Earle Gorton Linsley (1910–2000)
- Lintner - Joseph Albert Lintner (1822–1898)
- Ljungh - Sven Ingemar Ljungh (1757–1828)
- Loche - Victor Loche (1806–1863)
- Lowe - Percy Lowe (1870–1948)
- Lowe - Richard Thomas Lowe (1802–1874)
- Lubbock - John Lubbock, 1st Baron Avebury (1834–1913)
- Lucas - Hippolyte Lucas (1814–1899)
- Lull - Richard Swann Lull (1867–1957)
- Lund - Peter Wilhelm Lund (1801–1880)
- Lutzau - Karl von Lutzau (1850–1923)
- Lü, J.C.Lü, J.-C.Lü, J.Lü - Junchang Lü
- Lydekker - Richard Lydekker (1849–1915)
- Lyon - Marcus Ward Lyon (1875–1942)
- Lütken - Christian Frederik Lütken (1827–1901)
- Lönnberg - Einar Lönnberg (1864–1942)

## M
- M.A.Smith - Malcolm Arthur Smith (1875–1958) herpetologi
- M.Archer - Michael Archer (född 1945) däggdjur, paleontologi
- M.Fischer - Maximilian Fischer (född 1929)
- M.J.Barker - Michael J. Barker
- M.L.Penrith - Mary Louise Penrith (född 1942)
- M.Sars - Michael Sars (1809–1869)
- Mabile - Jules François Mabille (1831–1904)
- Mackovicky - Peter J. Mackovicky
- Makela - Robert R. Makela (1940–1987)
- Malaise - René Malaise (1892–1978)
- Maleev - Evgenii Aleksandrovich Maleev (1915–1966)
- Mannerheim - Carl Gustaf Mannerheim (1797–1854)
- Mantell - Gideon Mantell (1790–1852)
- Marcus - Ernst Marcus (1893–1968)
- Marhsall - Thomas Ansell Marshall (1827–1903)
- Marinescu - Florian Marinescu (biolog)
- Markevich - Aleksandr Prokofyevich Markevich  (1905–1999)
- Marples - Brian J. Marples
- Marsh - Othniel Charles Marsh (1831–1899)
- Marshall - Guy Anstruther Knox Marshall (1871–1959)
- Martill - David Michael Martill
- Martin - William Charles Linnaeus Martin (1798–1864) huvudsakligen däggdjur
- Martinez - Ruben D. Martinez
- Marvin - Nigel Marvin (född 1960)
- Maryanska - Teresa Maryańska
- Mason - Francis Mason (1799–1874)
- Massy - Anne Letitia Massy
- Mateus - Octávio Mateus (född 1975)
- Mathews - Gregory Mathews (1876–1949)
- Matley - Charles Alfred Matley (född 1866)
- Matschie - Paul Matschie (1861–1926)
- Matsubara - Kiyomatsu Matsubara (1907–1968)
- Matsumura - Shonen Matsumura (1872–1960)
- Matsuura - Keiichi Matsuura
- Mayr - Ernst Mayr (1904–2005) ryggradsdjur, huvudsakligen fåglar
- McCulloch - Alan Riverstone McCulloch (1885–1925)
- McLachlan - Robert McLachlan (1837–1904)
- Meade-Waldo - Edmund Meade-Waldo (1855–1934)
- Mearns - Edgar Alexander Mearns (1856–1916)
- Meek - Seth Eugene Meek (1859–1914)
- Meguro - Katsusuke Meguro
- Méhely - Lajos Méhelÿ (1862–1953)
- Meigen - Johann Wilhelm Meigen (1764–1845)
- Mello-Leitão - Cândido Firmino de Mello-Leitão (1886–1948)
- Melsheimer - Frederick Ernst Melsheimer (1782–1873)
- Ménétries - Édouard Ménétries (1802–1861)
- Menezes - Naercio Aquino de Menezes (född 1937)
- Merrem - Blasius Merrem (1761–1824)
- Merrett - Nigel Merrett
- Merriam - Clinton Hart Merriam (1855–1942)
- Mertens - Robert Mertens (1894–1975)
- Metcalfe - John William Metcalfe (1872–1952)
- Metschnikoff, Mechnikov - Ilya Ilyich Mechnikov (1845–1916)
- Meyen - Franz Meyen (1804–1840)
- Meyer de Schauensee - Rodolphe Meyer de Schauensee (1901–1984) fåglar
- Meyer, von Meyer - Christian Erich Hermann von Meyer (1801–1869) paleontologi
- Meyrick - Edward Meyrick (1854–1938)
- Michener - Charles Duncan Michener (född 1918)
- Middendorf, Midd. - Alexander von Middendorff (1815–1894)
- Midgley -  Steven Hamar Midgley
- Miles - Clifford Miles
- Miller - Gerrit Smith Miller (1869–1956) däggdjur
- Millet - Pierre-Aimé Millet (1783–1873)
- Milne-Edwards - Henri Milne-Edwards (1800–1885) däggdjur och kräftdjur
- Milner - Angela C. Milner
- Miranda-Ribeiro - Alípio de Miranda Ribeiro (1874–1939)
- Mitchell - Thomas Mitchell (upptäcktsresande) (1792–1855)
- Mitchill - Samuel Latham Mitchill (1764–1831 fiskar
- Mitra - Tridib Ranjan Mitra
- Mizuno - Nobuhiko Mizuno
- Mochizuki - Kenji Mochizuki
- Mocsáry - Alexander Mocsáry (1841–1915)
- Mohr - Erna Mohr (1894–1968)
- Molina - Juan Ignacio Molina (1740–1829)
- Molnar - Ralph E. Molnar
- Mondolfi - Edgardo Mondolfi (1918–1999)
- Montagu - George Montagu (1753–1815)
- Moore - Frederic Moore (1830–1907) fjäriljar
- Moreno - Perito Francisco Moreno (1852–1919)
- Mori - Tamezo Mori (död 1940)
- Morley - Claude Morley (1874–1951)
- Morrow - James Edwin Morrow, Jr. (född 1918)
- Mortensen - Ole Theodor Jensen Mortensen (1868–1952)
- Motschulsky - Victor Ivanovitsch Motschulsky (1810–1871)
- Mourer-Chauviré - Cécile Mourer-Chauviré
- Moyer - Jack T. Moyer (1929–2004)
- Muche - Werner Heinz Muche (1911–1987)
- Mulsant - Étienne Mulsant (1797–1880)
- Munday - Philip L. Munday
- Murphy - Robert Cushman Murphy (1887–1973)
- Murray - J. A. Murray (naturhistoriker) fåglar; djur och växter i provinserna Sindh och Karachi
- Muttkowski -  Richard Anthony Muttkowski (född 1887)
- Müller - Johannes Peter Müller (1801–1858)  huvudsakligen fiskar
- Möschler - Heinrich Benno Möschler (1831–1888)

## N
- Nabokov - Vladimir Nabokov (1899–1977)
- Naef - Adolf Naef (1883–1949)
- Nagao - Takumi Nagao
- Naish - Darren Naish
- Natterer - Johann Natterer (1787–1843)
- Navás - Longinos Navás (1858–1938)
- Nehring - Alfred Nehring (1845–1904)
- Nelson - Edward William Nelson (1855–1934)
- Nesov, Nessov - Lev Alexandrovich Nesov (1947–1995)
- Netting - M. Graham Netting (1904–1996) herpetologi
- Neumoegen - Berthold Neumoegen (död 1895)
- Newman - Edward Newman (1801–1876)
- Nichols - Albert Russell Nichols (1859–1933)
- Nichols - John Treadwell Nichols (1883–1958)
- Nielsen - Cesare Nielsen (1898–1984)
- Nikolskii - Aleksandr Mikhailovich Nikolskii (1858–1942)
- Nilsson - Sven Nilsson (1787–1883)
- Nitsche - Heinrich Nitsche (1845–1902)
- Noble - Gladwyn Kingsley Noble (1894–1940)
- Nopcsa - Franz Nopcsa von Felső-Szilvás (1877–1933)
- Norell - Mark A. Norell (född 1957)
- Norman - John Roxborough Norman (1898–1944)
- North - Alfred John North (1855–1917)
- Novas - Fernando Emilio Novas
- Nowinski - Aleksander Nowiński
- Nuttall - Thomas Nuttall (1786–1859)
- Nylander - William Nylander (1822–1899)

## O
- O.Costa, O.G. Costa - Oronzio Gabriele Costa (1787–1867) entomologi and allmän zoologi
- O.F.Müller - Otto Friedrich Müller (1730–1784) insekter, Skandinaviens fauna
- O.Kleinschmidt - Otto Kleinschmidt (1870–1954)
- Oberholser - Harry Church Oberholser (1870–1963)
- Oberthür - Charles Oberthür (1845–1924)
- Obraztsov - Nicholas Sergeyevich Obraztsov  (född 1906)
- Ochiai - Akira Ochiai (född 1923)
- Ogilby - William Ogilby (1808–1873) allmän zoologi
- Ogilvie-Grant - William Robert Ogilvie-Grant (1863–1924)
- Ognev - Sergej Ognew (1886–1951)
- Oguma - Mamoru Oguma (1885–1971)
- Okamoto - Makoto Okamoto
- Oken - Lorenz Oken (1779–1851)
- Okumura - Teiichi Okumura
- Olfers - Ignaz von Olfers (1793–1872)
- Oliver - Walter Oliver (1883–1957)
- Olivi - Giuseppe Olivi (1769–1795)
- Olivier - Guillaume-Antoine Olivier (1756–1814)
- Olson - Storrs Olson (född 1944)
- Oppel - Nicolaus Michael Oppel (1782–1820)
- Ord - George Ord (1781–1866)
- Osbeck - Pehr Osbeck (1723–1805)
- Osborn - Henry Fairfield Osborn (1857–1935)
- Osgood - Wilfred Hudson Osgood (1875–1947)
- Osi - Attila Ősi
- Osmólska - Halszka Osmólska (död 2008)
- Osthelder - Ludwig Osthelder (1877–1954)
- Ostrom - John Ostrom (1928–2005)
- Oudemans - Anthonie Cornelis Oudemans (1858–1943)
- Oustalet - Emile Oustalet (1844–1905)
- Owen - Richard Owen (1804–1892)

## P
- P.L.S.Müller, Müller - Philipp Ludwig Statius Muller (1725–1776) fåglar, insekter, några däggdjur och andra djur
- P.L.Sclater - Philip Sclater (1829–1913)
- P.M.Galton - Peter Galton
- P.Miranda-Ribeiro - Paulo de Miranda Ribeiro (1901–1965)
- P.P.Li/P.-P.Li/P.Li - Pipeng Li
- P.Rich - Patricia Vickers-Rich (född 1944)
- Packard - Alpheus Spring Packard (1839–1905)
- Palisot de Beauvois - Ambroise Marie François Joseph Palisot de Beauvois (1752–1820)
- Pallas - Peter Simon Pallas (1741–1811)
- Palmer - Theodore Sherman Palmer (1868–1955)
- Panzer - Georg Wolfgang Franz Panzer (1755–1829)
- Parenti - Lynne R. Parenti
- Parks - William Arthur Parks (1868–1939)
- Pascoe - Francis Polkinghorne Pascoe (1813–1893)
- Pasteur - Georges Pasteur (född 1930) ej att förväxla med mikrobiologen och botanikern Louis Pasteur (1822–1895)
- Patzner - Robert A. Patzner
- Paul - Gregory S. Paul (född 1954)
- Peale - Titian Peale (1799–1885)
- Pearson - Oliver Paynie Pearson (1915–2003)
- Pease - William Harper Pease (1824–1871)
- Pelzeln - August von Pelzeln (1825–1891)
- Pennant - Thomas Pennant (1726–1798)
- Perez-Moreno - Bernardino P. Pérez Moreno
- Perle - Altangerel Perle (född 1945)
- Péron - François Péron (1775–1810)
- Perty - Joseph Anton Maximillian Perty (1804–1884)
- Peters - Wilhelm Peters (1815–1883)
- Petrunkevitch - Alexander Petrunkevitch (1875–1964)
- Pfeffer - Georg Johann Pfeffer (1854–1931)
- Philippi - Rodolfo Amando Philippi (1808–1904)
- Pic - Maurice Pic (1866–1957)
- Pickard-Cambridge - Octavius Pickard-Cambridge (1828–1917)
- Pierce - Frank Nelson Pierce (1861–1943)
- Pilsbry - Henry Augustus Pilsbry (1862–1957)
- Platnick - Norman I. Platnick
- Pocock - Reginald Innes Pocock (1863–1947)
- Poda - Nikolaus Poda von Neuhaus (1723–1798)
- Poeppig - Eduard Friedrich Poeppig (1798–1868)
- Poey - Felipe Poey (1799–1891)
- Pol - Diego Pol
- Poli - Giuseppe Saverio Poli (1746–1825)
- Pomel - Auguste Pomel (1821–1898)
- Pompeckj - Josef Felix Pompeckj (1867–1930)
- Pontoppidan - |Erik Pontoppidan (1698–1764)
- Pope - Clifford Hillhouse Pope (1899–1974)
- Potts - Thomas Henry Potts (1824–1888)
- Pouyaud - Laurent Pouyaud
- Powell - Jaime Eduardo Powell
- Pruvot-Fol - Alice Pruvot-Fol (1873–1972)
- Przewalski - Nikolai Przhevalsky (1839–1888)
- Pucheran - Jacques Pucheran (1817–1894)
- Purcell - William Frederick Purcell (1866–1919)

## Q
- Q.Ji - Qiang Ji
- Quatrefages - Jean Louis Armand de Quatrefages de Bréau (1810–1892)
- Quoy - Jean René Constant Quoy (1790–1869)

## R
- R.Anderson - Rudolph Martin Anderson (1876–1961) däggdjur
- R.Banks - Richard C. Banks (född 1940)
- R.Benson - Robert Bernard Benson (1904–1967)
- R.Felder - Rudolf Felder (1842–1871) fjärilar
- R.G.Bailey - Roland G. Bailey
- R.M.Bailey - Reeve Maclaren Bailey
- R.R.Forster - Raymond Robert Forster (1922–2000)
- R.R.Miller - Robert Rush Miller (1916–2003) iktyologi
- R.S.Eigenmann, R. Smith - Rosa Smith Eigenmann (1858–1947)
- R.Watson - Ronald E. Watson
- Raath - Michael A. Raath
- Rachmatika - Ike Rachmatika
- Rackett - Thomas Rackett (1757–1841)
- Radcliffe - Lewis Radcliffe (1880–1950)
- Radde - Gustav Radde (1831–1903)
- Raffles - Thomas Stamford Raffles (1781–1826)
- Rafinesque - Constantine Samuel Rafinesque (1783–1840)
- Rainbow - William Joseph Rainbow (1856–1919)
- Rajasuriya - Arjan Rajasuriya
- Rambur - Jules Pièrre Rambur (1801–1870)
- Ramos - Robson Tamar da Costa Ramos
- Ramsay, E.P.Ramsay - Edward Pierson Ramsay (1842–1916)
- Rand - Austin L. Rand (1905–1982)
- Randall - John E. Randall (född 1924)
- Rathbun - Mary Rathbun (1860–1943)
- Rathke - Martin Heinrich Rathke (1793–1860)
- Ratzeburg - Julius Theodor Christian Ratzeburg (1801–1871)
- Rauhut - Oliver W. M. Rauhut
- Razoumowsky - Grigory Razumovsky (1759–1837)
- Reakirt - Tryon Reakirt (1844 – efter 1871)
- Rebel - Hans Rebel (1861–1940)
- Reboleira - Ana Sofia Reboleira (1980-)
- Regan - C. Tate Regan (1878–1943)
- Regel - Eduard August von Regel (1815–1892)
- Régimbart - M. Régimbart
- Reichenbach - Ludwig Reichenbach (1793–1879)
- Reichenow - Anton Reichenow (1847–1941)
- Reig - Osvaldo Alfredo Reig (1929–1992)
- Reinhardt - Johannes Theodor Reinhardt (1816–1882)
- Reinhart - Roy Herbert Reinhart (född 1919)
- Renyaan - Samuel J. Renyaan
- Retzius - Anders Jahan Retzius (1742–1821)
- Riabinin - Anatoly Nikolaevich Riabinin
- Rich - Thomas Hewitt Rich
- Richardson - John Richardson (naturalist) (1787–1865)
- Richmond - Charles Wallace Richmond (1868–1932)
- Richmond - Neil D. Richmond (1912–1992) däggdjur, herpetologi
- Ridgway - Robert Ridgway (1850–1929)
- Riggs - Elmer Samuel Riggs (1869–1963)
- Riley - Joseph Harvey Riley (1873–1941)
- Ripley - Sidney Dillon Ripley (1913–2001)
- Ris - Friedrich Ris (1867–1931)
- Risso - Antoine Risso (1777–1845)
- Rivero - Juan A. Rivero (fl. mitten till senare delen av  1900-talet)
- Roberts - Austin Roberts (1883–1948)
- Robertson - David Ross Robertson (född 1946)
- Robinson - Herbert Christopher Robinson (1874–1929)
- Robison - Henry W. Robison
- Robson - Guy Coburn Robson (1888–1945)
- Roewer - Carl Friedrich Roewer (1881–1963)
- Rogenhofer - Alois Friedrich Rogenhofer (1832–1890)
- Roger - Julius Roger (1819–1865)
- Rohde - Klaus Rohde (född 1932)
- Rohwer - Sievert Allen Rohwer (1887–1951)
- Rondelet - Guillaume Rondelet (1507–1566)
- Roniewicz - Ewa Roniewicz
- Rossi - Pietro Rossi (forskare) (1738–1804)
- Rossignol - Martial Rossignol
- Rossman - Douglas Athon Rossman (född 1936)
- Rothschild - Walter Rothschild, 2nd Baron Rothschild (1868–1937)
- Roxas - Hilario Atanacio Roxas (född 1896)
- Rozhdestvensky - Anatole Rozhdestvensky
- Rudolphi - Karl Rudolphi (1771–1832)
- Russell - Dale Alan Russell (född 1937)
- Ryder - John Adam Ryder (1852–1895)
- Rüppell - Eduard Rüppell (1794–1884)
- Röding  - Peter Friedrich Röding (1767–1846)

## S
- S.Anderson - Steven Clement Anderson (född 1936) herpetologi
- S.Aurivillius - Sven Magnus Aurivillius (1892–1928) marinzoologi
- S.G.Lucas - Spencer G. Lucas
- S.I.Smith - Sidney Irving Smith (1843–1926) kräftdjur
- S.Ji - Shu-an Ji
- S.Müller - Salomon Müller (1804–1864) huvudsakligen Indonesiens fauna
- S.Q.Lü (also S.-Q.Lü or S.Lü) - Shunqin Lü
- S.Zhou - Shiwu Zhou (född 1940)
- Sakamoto - Katsuichi Sakamoto
- Salgado - Leonardo J. Salgado
- Salmoni - Dave Salmoni
- Salter - John William Salter (1820–1869)
- Salvadori - Tommaso Salvadori (1835–1923)
- Salvin - Osbert Salvin (1835–1898)
- Samouelle - George Samouelle (1790–1846)
- Sampson - Scott D. Sampson
- Sanborn - Colin Campbell Sanborn (1897–1962)
- Santschi - Felix Santschi (1872–1940)
- Satunin - Konstantin Alexeevitsch Satunin (1863–1915)
- Saunders, W.Saunders - William Wilson Saunders (1809–1879) entomologi (huvudsakligen steklar och fjärilar)
- Saussure - Henri Saussure (1829–1905)
- Savi - Paolo Savi (1798–1871)
- Savigny - Marie Jules César Savigny (1777–1851)
- Saville-Kent - William Saville-Kent (1845–1908)
- Savornin - Justin Savornin (född 1876)
- Say - Thomas Say (1787–1843)
- Schaum - Hermann Rudolph Schaum (1819–1865)
- Schiapelli - Rita Delia Schiapelli
- Schiffermüller - Ignaz Schiffermüller (1727–1806)
- Schinz - Heinrich Rudolf Schinz (1771–1861)
- Schiödte - Jørgen Matthias Christian Schiødte (1815–1884)
- Schlaikjer - Erich Maren Schlaikjer (född 1905)
- Schlegel - Hermann Schlegel (1804–1884)
- Schmidt - Karl Patterson Schmidt (1890–1957)
- Schnabl - Johann Andreas Schnabl (1838–1912)
- Schneider - Johann Gottlob Schneider (1750–1822)
- Schoepf(f) - Johann David Schoepff (1752–1800)
- Schomburgk - Robert Hermann Schomburgk (1804–1865)
- Schrank - Franz Paula von Schrank (1747–1835)
- Schreber - Johann Christian Daniel von Schreber (1739–1810)
- Schren(c)k - Leopold von Schrenck (1824–1896)
- Schultz - Leonard Peter Schultz (1901–1986)
- Schönherr - Carl Johan Schönherr (1772–1848)
- Scopoli - Giovanni Antonio Scopoli (1723–1788)
- Scott - John Scott (1823–1888)
- Scudder - Samuel Hubbard Scudder (1837–1911)
- Seebohm - Henry Seebohm (1832–1895)
- Seeley - Harry Govier Seeley (1839–1909)
- Selby - Prideaux John Selby (1788–1867)
- Sélys - Edmond de Sélys Longchamps (1813–1900)
- Semenov-Tian-Shanskii - Andrei Semenov-Tian-Shanskii (1866–1942)
- Sereno - Paul Sereno (född 1957)
- Serville - Jean Guillaume Audinet Serville (1775–1858)
- Sevastianov - Aleksandr Fiodorovich Sevastianov
- Severtzov - Nikolai Alekseevich Severtzov (1827–1885)
- Sharpe - Richard Bowdler Sharpe (1847–1909)
- Shaw - George Shaw (1751–1813)
- Shelley - George Ernest Shelley (1840–1910)
- Shen - Shen Kuo (1031–1095)
- Shuckard - William Edward Shuckard (1803–1868)
- Sichel - Frédéric Jules Sichel (1802–1868)
- Sick - Helmut Sick (1910–1991)
- Sideleva - Valentina Grigorievna Sideleva
- Siebold - Karl Theodor Ernst von Siebold (1804–1885)
- Silvestri - Filippo Silvestri (1876–1949)
- Simon - Eugène Simon (1848–1924)
- Simpson - Adrian Simpson (1988)
- Simpson - George Gaylord Simpson (1902–1984)
- Slipinski - Stanislaw Adam Ślipiński
- Slosson - Annie Trumbull Slosson (1838–1926) Entomologi
- Smith - Andrew Smith (zoolog) (1797–1872) Södra Afrikas zoologi
- Snellen von Vollenhoven - Samuel Constantinus Snellen von Vollenhoven (1816–1880)
- Snethlage - Emilia Snethlage (1868–1929)
- Snodgrass - Robert Evans Snodgrass (1875–1962)
- Soeroto - Bambang Soeroto
- Sollas - William Johnson Sollas (1849–1936)
- Sowerby, Sby. - George Brettingham Sowerby I (1788–1854)
- Spallanzani - Lazzaro Spallanzani (1729–1799)
- Sparrman - Anders Sparrman (1781–1826)
- Spencer - Alison Louise (1993- )
- Spencer - Walter Baldwin Spencer (1860–1929)
- Spinola - Maximilian Spinola (1780–1857)
- Spix - Johann Baptist von Spix (1781–1826)
- Stahnke - Herbert Ludwig Stahnke (född 1902)
- Stainton - Henry Tibbats Stainton (1822–1892)
- Starks - Edwin Chapin Starks (1867–1932)
- Statius Müller/Statius Muller - Philipp Ludwig Statius Muller (1725–1776) fåglar, insekter, några däggdjur och andra djur
- Staudinger - Otto Staudinger (1830–1900)
- Stebbing - Thomas Stebbing (1835–1926)
- Steenstrup - Japetus Steenstrup (1813–1897)
- Steere - Joseph Beal Steere (1842–1940)
- Stein - Johann Philip Emil Friedrich Stein (1816–1882)
- Steindachner - Franz Steindachner (1834–1919)
- Stejneger - Leonhard Hess Stejneger (1851–1943)
- Stephens - James Francis Stephens (1792–1852)
- Sternberg - Charles Hazelius Sternberg (1850–1943)
- Sternberg - Charles Mortram Sternberg (1885–1981)
- Stichel - Hans Stichel (1862–1936)
- Stimpson - William Stimpson (1832–1872) amerikansk naturhistoriker
- Stirling - Edward Charles Stirling (1848–1919) australisk antropolog
- Stoll - Caspar Stoll (död 1791)
- Stolzmann - Jean Stanislaus Stolzmann (1854–1928)
- Storr - Gottlieb Conrad Christian Storr (1749–1821)
- Stovall - John Willis Stovall (1891–1953)
- Strand - Embrik Strand (1876–1953)
- Strauch - Alexander Strauch (1832–1893)
- Streets - Thomas Hale Streets (1847–1925)
- Stresemann - Erwin Stresemann (1889–1972)
- Strickland - Hugh Edwin Strickland (1811–1853)
- Stritt - Walter Stritt (1892–1975)
- Stromer - Ernst Stromer (1870–1952)
- Struhsaker - Paul J. Struhsaker
- Ström - Hans Ström (1726–1797)
- Su - Su Song (1020–1101)
- Such - George Such (1798–1879)
- Suckley - George Suckley (1830–1869)
- Sues - Hans-Dieter Sues (född 1956)
- Sullivan - Robert M. Sullivan
- Sulzer - Johann Heinrich Sulzer (1735–1813)
- Sundevall - Carl Jakob Sundevall (1801–1875)
- Swainson - William Swainson (1789–1855)
- Swann - Henry Kirke Swann (1871–1926)
- Swinhoe - Robert Swinhoe (1836–1877)
- Sykes - William Henry Sykes (1790–1872)

## T
- T.H.Huxley - Thomas Henry Huxley (1825–1895) allmän zoologi
- T.W.Harris - Thaddeus Williams Harris (1795–1856)
- Taczanowski - W\u0142adys\u0142aw Taczanowski (1819–1890)
- Talbot - Mignon Talbot (1869–1950)
- Taliev - Dmitrii Nikolaevich Taliev (1908–1952)
- Tang - Zhilu Tang
- Taquet - Philippe Taquet (född 1940)
- Taschenberg - Ernst Ludwig Taschenberg (1818–1898)
- Tate - George Henry Hamilton Tate (1894–1953)
- Tattersall, W.M. Tattersall - Walter Medley Tattersall (1882–1948)
- Taylor - Edward Harrison Taylor (1889–1978) herpetologi, iktyologi
- Temminck - Coenraad Jacob Temminck (1778–1858)
- Templeton - Robert Templeton (1802–1892)
- Thayer - John Eliot Thayer (1862–1933)
- Theischinger - Günther Theischinger (född 1940)
- Theobald, W. Theob. - William Theobald (1829–1908)
- Thiele - Johannes Thiele (1860–1935)
- Thomas - Oldfield Thomas (1858–1929)
- Thomson, J. Thomson - James Thomson (entomolog) (1828–1897) entomologi, främst skalbaggar och steklar
- Thorell - Tord Tamerlan Teodor Thorell (1830–1901)
- Thunberg - Carl Peter Thunberg (1743–1828)
- Ticehurst - Claud Buchanan Ticehurst (1881–1941)
- Tidwell - Virginia Tidwell
- Tillyard - Robert John Tillyard  (1881–1937)
- Timberlake - Philip H. Timberlake (1883–1981)
- Tinbergen - Nikolaas Tinbergen (1907–1988)
- Tischbein - Peter Friedrich Ludwig Tischbein (1813–1883)
- Tjakrawidjaja - Agus Tjakrawidjaja
- Todd - Walter Edmond Clyde Todd (1874–1969)
- Tokioka - Takasi Tokioka (1913–2001)
- Toledo-Piza - Mônica de Toledo-Piza Ragazzo
- Tomes - Robert Fisher Tomes (1823–1904)
- Townsend - John Kirk Townsend (1809–1851) ornitologi, huvudsakligen landfåglar
- Toxopeus - Lambertus Johannes Toxopeus (1894–1951) entomologi
- Traill - Thomas Stewart Traill (1781–1862)
- Traylor - Melvin Alvah Traylor Jr. (född 1915)
- Trewavas - Ethelwynn Trewavas (1900–1993)
- Tristram - Henry Baker Tristram (1822–1906)
- Troschel - Franz Hermann Troschel (1810–1882)
- Trouessart - Édouard Louis Trouessart (1842–1927)
- True - Frederick W. True (1858–1914)
- Trybom - Filip Trybom (1850–1913)
- Tryon - George Washington Tryon (1838–1888) malakologi
- Tschudi - Johann Jakob von Tschudi (1818–1889)
- Tsogtbaatar - Khishigjaw Tsogtbaatar
- Tumanova - Tat'yana Alekseyevna Tumanova
- Tunstall - Marmaduke Tunstall (1743–1790)
- Turner - Alfred Jefferis Turner (1861–1947)
- Turton - William Turton (1762–1835)
- Tutt - J. W. Tutt (1858–1911)
- Tytler - Robert Christopher Tytler (1818–1872)

## U
- Uhler - Philip Reese Uhler (1835–1913)

## V,W
- W.Abbott, Abbott - William Louis Abbott (1860–1936) huvudsakligen ornitologi
- W.Alexander - Wilfred Backhouse Alexander (1885–1965) entomologi, ornitologi
- W.Anderson - William Anderson (1750–1778) allmän zoologi
- W.Blasius - August Wilhelm Heinrich Blasius (1845–1912) ornitologi
- W.E.Bryant - Walter E. Bryant
- W.F.Kirby - William Forsell Kirby (1844–1912)
- W.Horn - Walther Hermann Richard Horn (1871–1939)
- W.J.Baldwin - Wayne J. Baldwin
- W.J.E.M.Costa - Wilson José Eduardo Moreira da Costa
- W.L.Sclater - William Lutley Sclater (1863–1944)
- W.L.Smith - W. Leo Smith
- W.S.Brooks - Winthrop Sprague Brooks (1887–1965)
- Wagler - Johann Georg Wagler (1800–1832)
- Wagner - Johann Andreas Wagner (1797–1861)
- Wahlberg - Johan August Wahlberg (1810–1859)
- Vaillant - Léon Vaillant (1834–1914)
- Walbaum - Johann Julius Walbaum (1724–1799)
- Walch - Johann Ernst Immanuel Walch (1725–1778)
- Walckenaer - Charles Athanase Walckenaer (1771–1852)
- Valenciennes - Achille Valenciennes (1794–1865)
- Walker - Edmund Murton Walker (1877–1969) entomologi
- Wall - Frank Wall (1868–1950)
- Wallace - Alfred Russel Wallace (1823–1913)
- Wallengren - Hans Daniel Johan Wallengren (1823–1894)
- Walsh - Benjamin Dann Walsh (1808–1869)
- Walsingham - Thomas de Grey, 6th Baron Walsingham (1843–1919)
- Waltl - Joseph Waltl (1805–1888)
- Van Denburgh - John Van Denburgh (1872–1924)
- Van Duzee - Edward Payson Van Duzee (1861–1940)
- Vander Linden - Pierre Léonard Vander Linden (1797–1831)
- Varricchio - David J. Varricchio
- Watabe - Mahito Watabe
- Waterhouse - George Robert Waterhouse (1801–1888)
- Watson - James D. Watson (född 1928)
- Weber - Max Carl Wilhelm Weber (1852–1937) allmän zoologi, huvudsakligen ryggradsdjur
- Wegrzynowicz - Piotr Węgrzynowicz
- Weigold - Hugo Weigold (1886–1973)
- Weishampel - David B. Weishampel (född 1952)
- Welles - Samuel Paul Welles (1909–1997)
- Verrill - Addison Emery Verrill (1839–1926)
- West - Rick West araknologi
- Westwood - John Obadiah Westwood (1805–1893)
- Wetmore - Alexander Wetmore (1886–1978)
- Weyenbergh - Hendrik Weyenbergh Jr. (1842–1885)
- Wheeler - William Morton Wheeler (1865–1937)
- Whitaker - Joseph Whitaker ornitologi
- Vickaryous - Matthew P. Vickaryous
- Vickers-Rich, P. Rich - Patricia Vickers-Rich (född 1944)
- Wiedemann - Christian Rudolph Wilhelm Wiedemann (1770–1840)
- Wied-Neuwied - Maximilian zu Wied-Neuwied (1782–1867)
- Wiegmann - Arend Friedrich August Wiegmann (1802–1841)
- Vieillot - Louis Jean Pierre Vieillot (1748–1831)
- Vieweg - C. F. Vieweg
- Vigors - Nicholas Aylward Vigors (1785–1840)
- Villers - Charles Joseph Devillers (1726–1797)
- Williams - James David Williams (född 1941)
- Williamson - Thomas Edward Williamson
- Wilson - Alexander Wilson (1766–1813) ornitologi
- Wiman - Carl Wiman (1867–1944)
- Wingate - David B. Wingate (född 1935)
- Winge - Herluf Winge (1857–1923)
- Wirjoatmodjo - Soetikno Wirjoatmodjo
- Vladykov - Vadim Dmitrij Vladykov (1898–1986)
- Wolfe - Douglas Gerald Wolfe
- von Blomberg - Ernst Freiherr von Blomberg (1821–1903)
- Wood, W. Wood - William Wood (zoologist) (1774–1857) entomologi
- Woodhouse - Samuel Washington Woodhouse (1821–1904)
- Wood-Mason - James Wood-Mason (1846–1893)
- Woodward - Arthur Smith Woodward (1864–1944)
- Wroughton - R. C. Wroughton (1849–1921)

## X
- X.L.Wang, X.-L.Wang, X.Wang - Xiaolin Wang
- Xantus - John Xantus de Vesey (1825–1894)
- Xu - Xing Xu

## Y
- Y.Q.Wang, Y.-Q.Wang, Y.Wang - Yuanqing Wang
- Y.Y.Lu (also Y.-Y.Lu or Y.Lu) - Yuyan Lu
- Yamaguchi, Yamaguti - Masao Yamaguchi
- Yamanoue - Yusuke Yamanoue
- Yang, Young - Zhongjian Yang (1897–1979)
- Yarrell - William Yarrell (1784–1856)
- Yoseda - Kenzo Yoseda
- You - Hailu You
- Young - David Allan Young (1915–1991) halvvingar, särskilt dvärgstritar

## Z
- Z./Z.H.Z.-H. Zhou - Zhonghe Zhou
- Z.H.Baldwin - Zachary Hayward Baldwin
- Zaddach - Ernst Gustav Zaddach (1817–1881)
- Zagulajev, Zagulayev - Aleksei Konstantinovich Zagulajev (1924–2007)
- Zanno - Lindsay E. Zanno
- Zeledon - José Castulo Zeledón (1846–1923)
- Zeller - Philipp Christoph Zeller (1808–1883)
- Zetterstedt - Johan Wilhelm Zetterstedt (1785–1874)
- Zhao - Xijin Zhao
- Zimmer - John Todd Zimmer (1889–1957)
- Zimmermann - Eberhard August Wilhelm von Zimmermann (1743–1815)
- Zincken - Johann Leopold Theodor Friedrich Zincken (1770–1856)
- Zirngiebl - Lothar Zirngiebl (1902–1973)
- Zittel - Karl Alfred von Zittel (1839–1904)